# Arbeitsgericht Brandenburg an der Havel

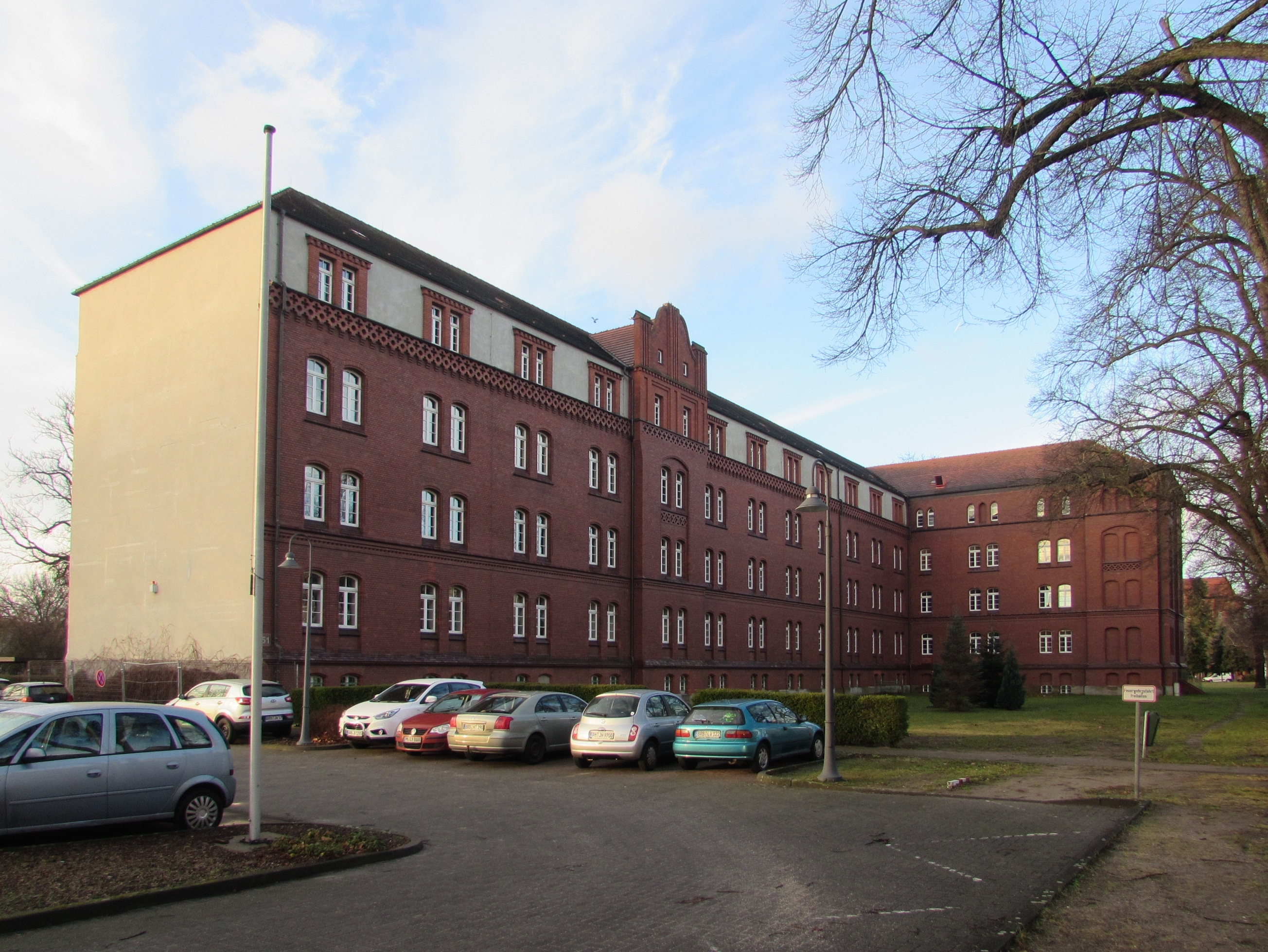
Das Arbeitsgericht in einem denkmalgeschützten Kasernenbau an der Magdeburger Straße

Das Arbeitsgericht Brandenburg an der Havel, ein Gericht der Arbeitsgerichtsbarkeit, ist eines der vier brandenburgischen Arbeitsgerichte. Es ist in einem historischen und denkmalgeschützten Gebäude der ehemaligen Infanteriekaserne des Füsilier-Regiments Nr. 35 untergebracht. Das Gebäude wird auch von weiteren Landesbehörden genutzt.

## Gerichtssitz und -bezirk
Das Gericht hat seinen Sitz in Brandenburg an der Havel in der Magdeburger Straße 51.
Es ist für Rechtsstreitigkeiten aus den Städten Brandenburg an der Havel und Potsdam sowie den Landkreisen Potsdam-Mittelmark und Teltow-Fläming zuständig.
Der zuvor dem Arbeitsgericht Brandenburg an der Havel zugeordnete Landkreis Havelland gehört seit dem 1. Januar 2023 zum Gerichtsbezirk des Arbeitsgerichts Neuruppin.

## Übergeordnete Gerichte
Dem Arbeitsgericht Brandenburg an der Havel sind das Landesarbeitsgericht Berlin-Brandenburg und im weiteren Rechtszug das Bundesarbeitsgericht übergeordnet. Bis zum 31. Dezember 2006 war das Landesarbeitsgericht Brandenburg mit Sitz in Potsdam das zuständige Landesarbeitsgericht.

## Geschichte
Gemäß Arbeitsgerichtsgesetz vom 23. Dezember 1926 wurden in Deutschland Arbeitsgerichte gebildet. Diese waren nur in der ersten Instanz organisatorisch selbstständige Gerichte, die Landesarbeitsgerichte waren den Landgerichten zugeordnet. Am Landgericht Berlin I entstand so 1927 das Landesarbeitsgericht Berlin als eines von zwei Landesarbeitsgerichten im Bezirk des Kammergerichtes. In Brandenburg an der Havel entstand das Arbeitsgericht Brandenburg an der Havel. Sein Sprengel umfasste den Bezirke der Amtsgerichte Belzig und Brandenburg an der Havel. Es bestand jeweils eine Kammer für Arbeiter, für Angestellte und für Handwerk.
Nach der Besetzung Deutschlands durch die Alliierten wurden 1945 zunächst alle Gerichte geschlossen. Die ordentlichen Gerichte wurden schon bald wieder eröffnet, während die Arbeitsgerichte zunächst außer in Hamburg nicht wieder eingerichtet wurden, so dass arbeitsgerichtliche Streitigkeiten von den ordentlichen Gerichten erledigt werden mussten. Gemäß Kontrollratsgesetz 21 sollten in Deutschland Arbeitsgerichte aufgebaut werden. Für das Land Brandenburg entstand 1946 das Landesarbeitsgericht Potsdam, in Brandenburg an der Havel wurde das Arbeitsgericht neu gebildet. In der DDR bestanden 1952 bis 1963 Arbeitsgerichte auf Kreis- und Bezirksebene. Nachdem diese 1963 in die Kreis- und Bezirksgerichte integriert worden waren, gab es keine gesonderten Arbeitsgerichte mehr.
Nach der Wende wurden mit dem Gesetz zur Errichtung der Arbeitsgerichtsbarkeit im Land Brandenburg vom 21. Juni 1991 wieder Arbeitsgerichte geschaffen. Das Landesarbeitsgericht Brandenburg hatte seinen Sitz wieder in Potsdam, in Brandenburg an der Havel entstand das heutige Arbeitsgericht neu.

## Belege
1. ↑  Denkmalliste des Landes Brandenburg: Stadt Brandenburg an der Havel (PDF). Brandenburgisches Landesamt für Denkmalpflege und Archäologisches Landesmuseum
2. ↑  § 2 Abs. 2 Nr. 1 des Gesetzes zur Errichtung der Arbeitsgerichtsbarkeit im Land Brandenburg in der Fassung vom 19. Dezember 2011.
3. ↑  § 2 Abs. 2 des Gesetzes zur Änderung der Arbeitsgerichtsstruktur vom 8. Juni 2021.
4. ↑  § 2 Abs. 3 des Gesetzes zur Änderung der Arbeitsgerichtsstruktur vom 8. Juni 2021.
5. ↑  RGBl. I S. 507
6. ↑  Verordnung über die Errichtung von Arbeitsgerichten und Landesarbeitsgerichten vom 10. Juni 1927, GS S. 97 f. (insb. S. 99), Digitalisat
7. ↑  Gesetz zur Errichtung der Arbeitsgerichtsbarkeit im Land Brandenburg. Abgerufen am 2. Januar 2021.

Brandenburg an der Havel |
Cottbus |
Frankfurt (Oder) |
Neuruppin

Ehemalige Arbeitsgerichte
Eberswalde |
Potsdam |
Senftenberg
Berlin |
Brandenburg |
Eberswalde |
Luckenwalde |
Neuruppin |
Potsdam |
Prenzlau |
Pritzwalk |
Rathenow |
Wittenberge
Koordinaten: 52° 24′ 43,2″ N, 12° 32′ 25,4″ O